# Pachystegia minor
Pachystegia minor là một loài thực vật có hoa trong họ Cúc. Loài này được (Cheeseman) Molloy mô tả khoa học đầu tiên năm 1987.